# KAWAI
KAWAI（かわい）は、日本の音楽ユニットである。自称「フォーク落語デュオ」。

## メンバー
宮川賢（みやかわ まさる）
劇団ビタミン大使ABC座長。
軽部裕人（かるべ ひろと）
作曲家。小清水亜美の「す、す、すきです」などを作曲。通称：軽チャン。生年月日不詳・静岡県浜松市出身。
ほとんどの曲で宮川が低音パート、軽部が高音パートを歌う。

## 経歴
1980年代後半に結成。（宮川と軽部がオレンジの箱詰めのバイトで知り合ったのがきっかけ。）
彼らが劇団ビタミン大使ABCのミュージカルコメディ『絶縁隊ライブ』の劇中歌をレコーディングしたことから始まったデュオグループ（宮川は「二人でやる劇団」と言っている）。デビュー曲は「I'm a Monster／僕は怪物」である。
多くの楽曲が、宮川がパーソナリティを務めたラジオ番組『土曜裏ワイド宮川賢のラジオはナメるな』などで流された。その内の一曲「僕はロリコン」が、フラッシュ作品「禁断の果実」で無断使用されたのをきっかけに、ネット上でも知られるようになる。

## ディスコグラフィ
- 「I'm a Monster／僕は怪物」
- 「恋はフィリピン」
- 「僕はモンモンモン」
- 「僕はロリコン」
- 「肩にゲロ」
- 「夢半島」
- 「悲しみの果てに」
- 「無意味な駅員」
- 「包茎短小マッチョマン」
- 「ソース大好き」
- 「デバガメさせて」
- 「ポール・マッカートニー」
- 「ジャイブ・マン・ブラザーズ・バンド」
- 「私のともだち、ユイちゃん」
- 「妖怪図鑑 〜何でも妖怪のせいにしてしまう吉岡さん〜」
- 「恋は井の頭線に乗って」
- 「おっぱい大好き」
- 「昭和一桁生まれのパンパンガール」 等

一部の楽曲は、宮川の劇団の公式サイト「ビタミン谷」から購入可能である。